# Longipedia minor
Longipedia minor är en kräftdjursart som beskrevs av T. Scott och A. Scott 1893. Longipedia minor ingår i släktet Longipedia och familjen Longipediidae. Arten är reproducerande i Sverige. Inga underarter finns listade i Catalogue of Life.